# Pak Nam-chol (football, 1985)
Cet article concerne le footballeur nord-coréen né en 1985. Pour le footballeur nord-coréen né en 1988, voir Pak Nam-chol (football, 1988).
Dans ce nom coréen, le nom de famille, Pak, précède le nom personnel.
Pak Nam-chol (hangeul : 박남철), né le 2 juillet 1985 à Pyongyang, est un footballeur international nord-coréen. Il a principalement évolué au poste de milieu de terrain.

## Carrière internationale
Il fait partie des 23 joueurs nord-coréens sélectionnés pour participer à la coupe du monde 2010.